# Mediolan-San Remo 2012
103. edycja wyścigu kolarskiego Mediolan-San Remo odbyła się w dniu 17 marca 2012 roku i liczyła 298 km. Wyścig figurował w rankingu światowym UCI World Tour 2012.
Zwyciężył Australijczyk Simon Gerrans z grupy GreenEDGE Cycling Team, drugi był Szwajcar Fabian Cancellara z RadioShack-Nissan-Trek, a trzeci Włoch Vincenzo Nibali z Liquigas-Cannondale.
Jedyny Polak w stawce, Maciej Bodnar z drużyny Liquigas-Cannondale, nie ukończył wyścigu.

## Uczestnicy
Na starcie tego klasycznego wyścigu stanęło 25 zawodowych ekip.
Lista drużyn uczestniczących w wyścigu:
| Numery  | Kod | Drużyna                   |
| ------- | --- | ------------------------- |
| 1-8     | GEC | GreenEDGE Cycling Team    |
| 11-18   | ASA | Acqua & Sapone            |
| 21-28   | ALM | Ag2r-La Mondiale          |
| 31-38   | AST | Pro Team Astana           |
| 41-48   | BMC | BMC Racing Team           |
| 51-58   | COL | Colombia-Coldeportes      |
| 61-68   | COG | Colnago-CSF Inox          |
| 71-78   | EUS | Euskaltel-Euskadi         |
| 81-88   | FAR | Farnese Vini-Selle Italia |
| 91-98   | FDJ | FDJ-BigMat                |
| 101-108 | GRM | Garmin-Barracuda          |
| 111-118 | KAT | Team Katusha              |
| 121-128 | LAM | Lampre-ISD                |

| Numery  | Kod | Drużyna                 |
| ------- | --- | ----------------------- |
| 131-138 | LIQ | Liquigas-Cannondale     |
| 141-148 | LTB | Lotto-Belisol           |
| 151-158 | MOV | Movistar Team           |
| 161-168 | OPQ | Omega Pharma-Quick Step |
| 171-178 | PRO | Project 1t4i            |
| 181-188 | RAB | Rabobank Cycling Team   |
| 191-198 | RNT | RadioShack-Nissan-Trek  |
| 201-208 | SKY | Sky Procycling          |
| 211-218 | SAX | Team Saxo Bank          |
| 221-228 | UNA | Utensilnord-Named       |
| 231-238 | TT1 | Team Type 1-Sanofi      |
| 241-248 | VCD | Vacansoleil-DCM         |

## Klasyfikacja generalna
| M-ce | Imię i nazwisko   | Kraj       | Drużyna                   | Czas       |
| ---- | ----------------- | ---------- | ------------------------- | ---------- |
| 1.   | Simon Gerrans     | Australia  | GreenEDGE Cycling Team    | 6h 59' 24" |
| 2.   | Fabian Cancellara | Szwajcaria | RadioShack-Nissan-Trek    | + 0"       |
| 3.   | Vincenzo Nibali   | Włochy     | Liquigas-Cannondale       | + 0"       |
| 4.   | Peter Sagan       | Słowacja   | Liquigas-Cannondale       | + 2"       |
| 5.   | John Degenkolb    | Niemcy     | Project 1t4i              | + 2"       |
| 6.   | Filippo Pozzato   | Włochy     | Farnese Vini-Selle Italia | + 2"       |
| 7.   | Óscar Freire      | Hiszpania  | Team Katusha              | + 2"       |
| 8.   | Alessandro Ballan | Włochy     | BMC Racing Team           | + 2"       |
| 9.   | Daniel Oss        | Włochy     | Liquigas-Cannondale       | + 2"       |
| 10.  | Daniele Bennati   | Włochy     | RadioShack-Nissan-Trek    | + 2"       |